# Кастельран
Кастельра́н (фр. Castelreng) — коммуна во Франции, находится в регионе Лангедок — Руссильон. Департамент коммуны — Од. Входит в состав кантона Лиму. Округ коммуны — Лиму.
Код INSEE коммуны — 11078.

## Население
Население коммуны на 2008 год составляло 201 человек.
| 1962 | 1968 | 1975 | 1982 | 1990 | 1999 | 2008 |
| ---- | ---- | ---- | ---- | ---- | ---- | ---- |
| 170  | 197  | 158  | 168  | 174  | 165  | 201  |

## Экономика
В 2007 году среди 122 человек в трудоспособном возрасте (15—64 лет) 86 были экономически активными, 36 — неактивными (показатель активности — 70,5 %, в 1999 году было 75,5 %). Из 86 активных работали 74 человека (39 мужчин и 35 женщин), безработных было 12 (5 мужчин и 7 женщин). Среди 36 неактивных 9 человек были учениками или студентами, 11 — пенсионерами, 16 были неактивными по другим причинам.